# شکارچی موش
«شکارچی موش» (انگلیسی: Ratcatcher) یک فیلم به کارگردانی و نوشتهٔ لین رمزی است که در سال ۱۹۹۹ میلادی منتشر شد. این اولین فیلم او است و در بخش کارهای نو و نگاهی نو در سال ۱۹۹۹ میلادی در جشنواره فیلم کن به نمایش درآمد.
این فیلم در پنجاه و سومین دوره جوایز بفتا نامزد بهترین فیلم انگلیسی، همچنین برندهٔ تندیس و لوح ساترلند در جشنواره فیلم لندن و هوگو نقره‌ای برای بهترین کارگردانی در جشنواره بین‌المللی فیلم شیکاگو شد. منتقدان نشریهٔ فیلم کامنت آن را به‌عنوان یکی از بهترین فیلم‌های سال ۲۰۰۰ میلادی انتخاب کردند.
شکارچی موش حتی در کشورهای انگلیسی‌زبان با زیرنویس انگلیسی به نمایش در می‌آید، چون تمام شخصیت‌ها لهجهٔ غلیظ اسکاتلندی دارند. نسخهٔ دی‌وی‌دی این فیلم توسط مجموعه کرایتریون منتشر شد.

## خلاصه داستان
جیمز پسربچه‌ای دوازده ساله که دوران بلوغش را در ناحیه کارگری گلاسکو سر می‌کند و بین اهالی محل هم‌چون وصله‌ای ناجور به‌نظر می‌رسد، فقط دو دوست صمیمی دارد: یکی دختری بزرگ‌تر که نیازهای عاطفی‌اش معمولاً او را با دردسرهایی روبه‌رو می‌کند و دیگری پسربچه‌ای که عاشق حیوانات است. یک‌روز جیمز با پسربچهٔ دیگری نزدیک کانال آب شهر دعوایش می‌شود و تصادفاً باعث سقوط پسربچه در آب و غرق‌شدن او می‌شود. او آنچنان ترسیده که جرأت نمی‌کند خبر حادثه را به کسی بدهد ولی این ماجرا آن‌چنان به او فشار می‌آورد که …